# Erebia vernetensis
Erebia vernetensis är en fjärilsart som beskrevs av Stetter-stättermayer 1933. Erebia vernetensis ingår i släktet Erebia och familjen praktfjärilar. Inga underarter finns listade i Catalogue of Life.